# Begonia lossiae
Espèce
Begonia lossiae est une espèce de plantes de la famille des Begoniaceae.
Elle a été décrite en 2008 par Ludovic Jean Charles Kollmann.